# Gerlinda Šmausová
Gerlinda Šmausová (rozená Goetzová, německy Gerlinda Smaus; 13. prosince 1940 Chranišov – 1. června 2022 Saarbrücken) byla česko-německá socioložka, kriminoložka a vysokoškolská pedagožka. Je považována za průkopnici feministické kriminologie v německojazyčném prostoru.

## Život
Vystudovala sociologii na Univerzitě Karlově v Praze až po diplomovou zkoušku a následně přešla na Sárskou univerzitu v Saarbrückenu, kde získala doktorát (1973) a habilitovala se v oboru sociologie (1997). Až do svého odchodu do důchodu pracovala jako odborná asistentka a soukromá docentka na bývalém Institutu pro právní a sociální filozofii v Saarbrückenu.
Za svůj vědecký přínos sociologii byla v roce 2001 prezidentem České republiky Václavem Havlem na návrh Masarykovy univerzity v Brně jmenována univerzitní profesorkou. Od roku 12001 působila jako profesorka sociologie na Univerzitě Palackého v Olomouci (od roku 1998 jako docentka, v letech 2001–2012 i jako univerzitní profesorka) a na Masarykově univerzitě v Brně (2001–2008). V roce 2012 se stala emeritní profesorkou.
Byla matkou tří dětí.
Redakce časopisu České kriminologie věnovala památce Gerlindy Šmausové zvláštní číslo, publikované v roce 2022. Jeho součástí je sedm vzpomínkových esejů a dříve nepublikovaný rozhovor.

## Dílo

### Knihy (v německém jazyce)
- SMAUS, Gerlinda. Der Kulturarbeiter der ČSSR. Versuch einer Berufsrollenanalyse. Bern, Frankfurt nad Mohanem: Peter Lang, 1974. ISBN 3-261-01429-6. (německy)
- SMAUS, Gerlinda. Das Strafrecht und die Kriminalität in der Alltagssprache der deutschen Bevölkerung. Opladen: Westdeutscher Verlag, 1985. ISBN 978-3-531-11700-3. (německy)
- SMAUS, Gerlinda. Das Strafrecht und die gesellschaftliche Differenzierung. Baden-Baden: Nomos Verlag, 1998. ISBN 3-7890-5598-0. (německy)
- SMAUS, Gerlinda; LÖSCHPER, Gabi. Das Patriarchat und die Kriminologie. 7. vyd. Weinheim: Beiheft des Kriminologischen Journal, 1999. (německy)
- SMAUS, Gerlinda; ALTHOFF, Martina. Integration und Ausschließung. Kriminalpolitik in Zeiten gesellschaftlicher Transformation. Baden-Baden: Nomos, 2001. (německy)
- SMAUS, Gerlinda; FEEST, Johannes; PALI, Brunilda. Gerlinda Smaus: „Ich bin ich“. Beiträge zur feministischen Kriminologie. Wiesbaden: Springer, 2020. ISBN 978-3-658-31722-5. (německy)

### Eseje (výběr)
- Gesellschaftliche Modelle in der abolitionistischen Bewegung. In: Kriminologisches Journal, 1986, S. 2–22
- Versuch einer materialistisch-interaktionistischen Kriminologie. In: Kriminologisches Journal, 1986, 179–199.
- Feministische Erkenntnistheorie und Kriminologie von Frauen. In: Martina Althoff/Sibylle Kappel (spolupráce) Geschlechterverhältnis und Kriminologie. Weinheim 1995, 9-27.
- Marx im Sack der Kritischen Kriminologie. Über soziale Ungleichheiten im Kriminalitätsdiskurs. In: Trutz von Trotha (spolupráce) Politischer Wandel, Gesellschaft, und Kriminalitätsdiskurse. Festschrift für Fritz Sack zum 65. Geburtstag. Baden-Baden 1996, 151–166.
- „Ich bin ich“ – Feminismus als Avantgarde der Bewegung für Menschenrechte. In: Il diritto e la differenza. Scritti in onore di Alessandro Baratta, Lecce 2003, 602–618.
- Normative Heterosexualität ohne Gebärzwang: Beitrag der Sexualerziehung und des Bevölkerungsdiskurses zur Auflösung der Geschlechterstruktur. In: M. Althoff / P. Becker / G. Löschper / J. Stehr (spolupráce), Zwischen Anomie und Inszenierung. Interpretationen der Kriminalität und der sozialen Kontrolle, Nomos, Baden-Baden 2004, ISBN 978-3-8329-0561-3, S. 129–152.
- Welchen Sinn hat die Frage nach dem ›Geschlecht‹ des Strafrechts? In: Gaby Temme / Christine Künzel (spolupráce): Hat Strafrecht ein Geschlecht? Zur Deutung und Bedeutung der Kategorie Geschlecht in strafrechtlichen Diskursen vom 18. Jahrhundert bis heute. Transkript Verlag, Bielefeld 2010, ISBN 978-3-8376-1384-1, S. 27–57.

### Sekundární literatura
- Lamnek, Siegfried, & Vogl, Susanne (2017). Die materialistisch-interaktionistische Kriminologie nach Gerlinda Smaus. In S. Lamnek & S. Vogl. Theorien abweichenden Verhaltens II. "Moderne" Ansätze Eine Einführung für Soziologen, Psychologen, Juristen, Journalisten und Sozialarbeiter (S. 135–165), 4. Aufl., Paderborn: Wilhelm Fink Verlag.
- Oates-Indruchová, Libora. (2011). Feministická genderová teorie v trajektorii jedné vědecké biografie. In L. Oates-Indruchová (spolupráce). Tvrdošíjnost myšlenky. Od feministické kriminologie k teorii genderu (S. 7–13). Praha: Sociologické nakladatelství.
- Oberlies, Dagmar. (2011). Feministka a kriminoložka - Feminist and criminologist. In L. Oates-Indruchová (spolupráce). Tvrdošíjnost myšlenky. Od feministické kriminologie k teorii genderu (S. 57–64). Praha: Sociologické nakladatelství.
- Oates-Indruchová, Libora, Dopita, Miroslav, & Sýkorová, Dana. (2022). Před oponou / za oponou a proti proudu. Gerlinda Šmausová/Smaus, 13. 12. 1940 – 1. 6. 2022. Sociologický časopis / Czech Sociological Review, 58(5), 587-590.
- Pali, Brunilda, & Feest, Johannes. (2022). On our encounter with Gerlinda Smaus and the book that followed. Česká kriminologie, 7(2), 1-4.
- Walach, Václav, Dopita, Miroslav, & Nedbálková, Kateřina. (2022). Gerlinda Šmausová: Nesamozřejmost a nerovnost: východiska nejen pro kriminologii. Česká kriminologie, 7(2), 1-15.
- Dopita, Miroslav. (2010). Jubileum Gerlindy Šmausové/Smaus. Sociologický časopis / Czech Sociological Review, 46(5), 829-832.